# 網路緝兇
《網路緝兇》（英語：Why Did You Kill Me?）是一部2021年美國紀錄片，由弗雷德里克·芒克執導和製作。

## 劇情概要
貝琳達·蘭恩使用Myspace追踪參與謀殺她女兒克莉絲朵·希爾博的人。

## 發行
這部電影於2021年4月14日由Netflix發行。

## 反響
《網路緝兇》基於 10 條評論在評論聚合網站爛番茄上擁有70%的支持率，加權平均值為6.90/10。